# 村上義一

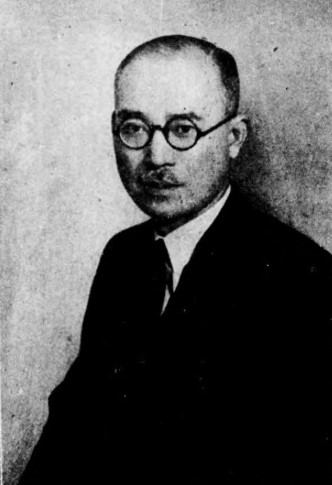
村上義一

村上 義一（むらかみ ぎいち、1885年（明治18年）11月10日 - 1974年（昭和49年）1月20日）は、日本の官僚、政治家、実業家。日本通運社長、近畿日本鉄道社長、日本民営鉄道協会顧問、日本交通公社会長。

## 来歴・人物
滋賀県東浅井郡虎姫町（現長浜市）出身。旧制第三高等学校、東京帝国大学法科大学独法科卒業。1912年に鉄道院（のち鉄道省）に入り、1927年（昭和2年）神戸鉄道局長、1928年（昭和3年）大阪鉄道局長、その後1930年（昭和5年）には南満洲鉄道（満鉄）で理事となった。
1937年（昭和12年）には朝鮮運送社長、同年10月1日発足した鉄道省系の国営企業の日本通運の副社長に、1940年には社長に就任する（1943年まで）。1946年（昭和21年）1月に幣原内閣（公職追放後の改造内閣）において運輸大臣に就任、同年6月5日には貴族院勅選議員になった。1947年（昭和22年）の第1回参議院議員通常選挙に滋賀県選挙区から出馬、当選。
1947年、近畿日本鉄道（近鉄）は公職追放により、社長の種田虎雄が職を追われることになった。このため、種田は同年代の同じ鉄道官僚出身である村上に後を任せることを決め、打診をした。
村上は参議院議員の職務があるために、大阪市に本拠がある近鉄の社長になるのは難しいと断るものの、種田の再三の要請に負け、引き受ける事にする。この時の、村上の就任条件は、
- 議員活動のため、月の半分のみ大阪に滞在する
- 近鉄からは報酬は貰わない。大阪滞在時の宿泊先のみ確保してくれればよい

というものであった。
このため、近鉄では専務の佐伯勇と玉置良之助が実務面を司ることにし、村上は社長とはいえ、名前だけの存在という感が強かった。
なお、当時、近鉄の前身である参宮急行電鉄元専務の井内彦四郎を社長に担ぎだそうという動きもあったが、井内がこれを拒んだため、実現はしなかった。
1948年（昭和23年）参議院議院運営委員長、翌1949年（昭和24年）まで務める。1951年（昭和26年）12月に佐伯に社長を譲り取締役も退任、直後に第3次吉田第3次改造内閣にて運輸大臣に就任した。なお、前後するが1949年（昭和24年）に日本国有鉄道が設立された際には、同総裁の候補にもなっている。翌1952年（昭和27年）に運輸大臣を外れると、近鉄に相談役として復帰、1964年（昭和27年）秋の叙勲で勲一等瑞宝章受章（勲二等からの昇叙）。1965年に政界引退、1974年（昭和49年）に亡くなるまで相談役務めた。
死没日をもって従三位から正三位に叙され、銀杯一組を賜った。なお、没後に村上家よりの満鉄関係記録が慶應義塾大学法学部に寄贈され、『村上義一文書』として慶應義塾大学三田図書館（現・三田メディアセンター）に所蔵されている。これは村上が理事在任中に職務上入手した文書類で、満鉄の歴史を語る上でも重要な資料となっている。
像が滋賀県長浜市の長浜城に、墓所は東京都の多磨霊園(22-1-22)にある（胸像も建つ）。